# Noizz.pl
NOIZZ Polska – serwis internetowy skierowany głównie do młodych mieszkańców miast i pokolenia C. Wydawcy serwisu skupiają się na dystrybucji treści za pomocą mediów społecznościowych. Wybrane artykuły z serwisu są prezentowane także na stronie głównej Onetu. Serwis publikuje treści dotyczące m.in. kultury miejskiej, mody, miejsc i wydarzeń, muzyki, kina oraz kulinariów.
Pierwszym redaktorem naczelnym serwisu był Paweł Pawelec. 1 czerwca 2017 roku jego miejsce na tym stanowisku zajął Filip Połoska. Od 1 listopada 2020 roku szefem redakcji była Oliwia Bosomtwe. Od 1 września 2024 roku redaktorem naczelnym jest Maciej Wernio.
Portal funkcjonuje od 2 listopada 2015. Serwis był notowany w rankingu Alexa na miejscu 275 w Polsce.
Właścicielem serwisu jest Grupa Ringier Axel Springer Polska należąca do Axel Springer SE i Ringier AG. Po sukcesie serwisu w Polsce Ringier Axel Springer uruchomił wersje witryny w Serbii, Rumunii, Niemczech (we współpracy z „Bildem”), na Węgrzech oraz Słowacji.

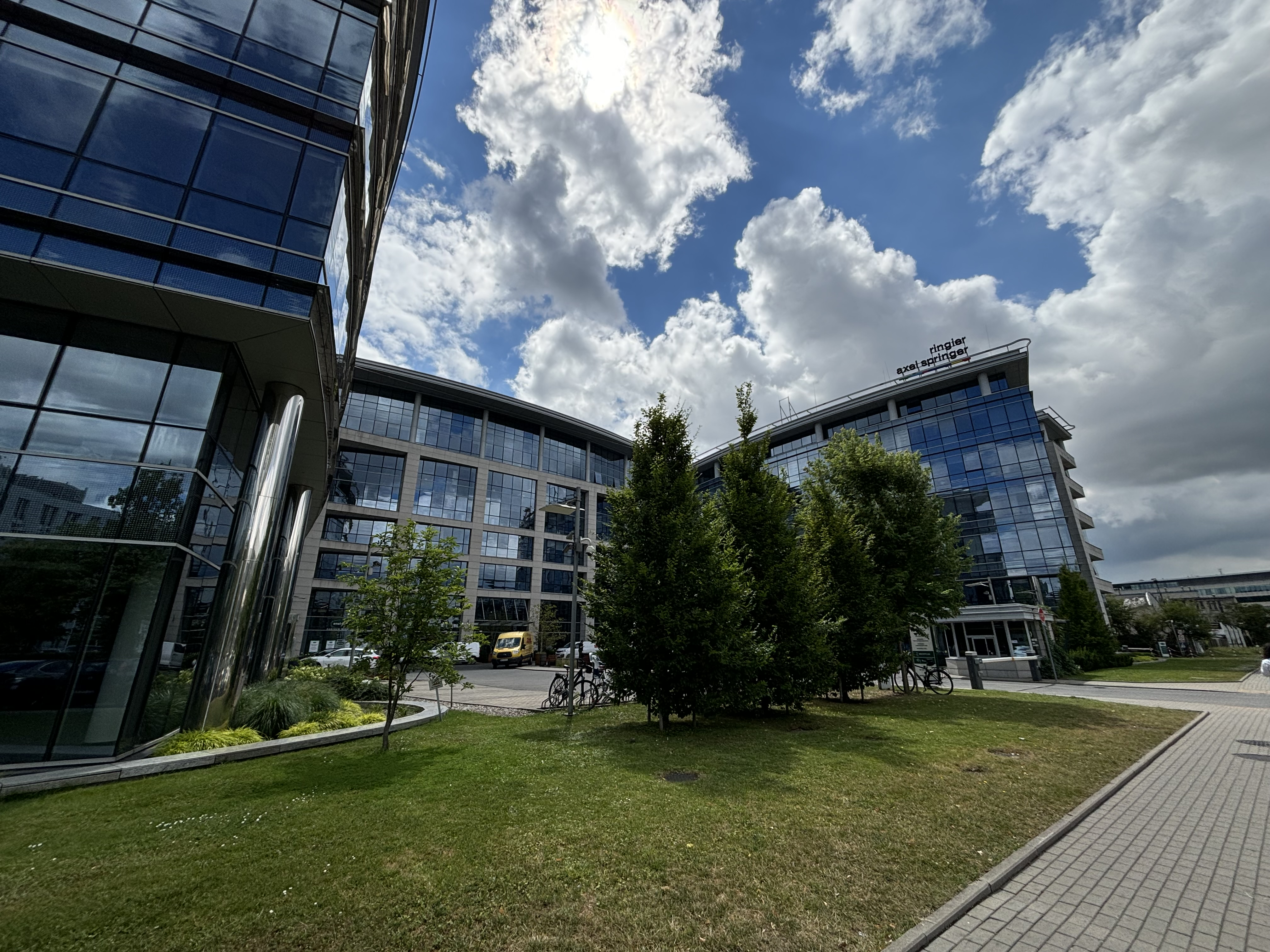
Siedziba NOIZZ Polska znajduje się w budynku Ringier Axel Springer Polska przy ulicy Domaniewskiej 49 w Warszawie

## Nagrody i członkostwa

### 2021
- W 2021 roku kampania NOIZZ Polska #RealInfluencers zajęła pierwsze miejsce w kategorii „Najlepsze wykorzystanie mediów społecznościowych” (ang. Best Use of Social Media) w konkursie INMA Global Media Awards[20].
- Maja Heban, związana z NOIZZ Polska, otrzymała Koronę Równości 2021 – wyróżnienie przyznawane osobom szczególnie zaangażowanym w działania na rzecz równych praw dla społeczności LGBT+[21].
- Dziennikarze NOIZZ Polska znaleźli się w gronie laureatów Polsko-Niemieckiej Nagrody Dziennikarskiej im. Tadeusza Mazowieckiego w kategorii „Multimedia”[22].
- Kampania NOIZZ Polska dla Browaru Tenczynek, zatytułowana #NieWstydźSię, zdobyła srebrną nagrodę KTR w kategorii Craft Photography[23].

### 2020
- W 2020 roku akcja #RealInfluencers została wyróżniona srebrną nagrodą „Best of Facebook” w konkursie KTR[24].
- Kampania NOIZZ Polska „Arka 2.0.” zdobyła drugie miejsce w kategorii „Najlepsza kampania public relations lub działań na rzecz społeczności” (ang. Best Public Relations or Community Service Campaign) podczas INMA Global Media Awards[25][26][27].
- Akcja ARKA 2.0 otrzymała główną nagrodę w konkursie Innovation 2020 w kategorii „Innowacyjny Biznes/CSR”[28].

## Redaktorzy naczelni
- Maciej Wernio – redaktor naczelny od 1 września 2024 roku[13]
- Oliwia Bosomtwe – redaktor naczelna od 1 listopada 2020 roku[12]
- Filip Połoska – redaktor naczelny od 1 czerwca 2017 roku[9][10][11]
- Paweł Pawelec – pierwszy redaktor naczelny serwisu od 2 listopada 2015 roku[8]

## Partnerstwa
- Deklaracja #NoShameForWomen Coalition – inicjatywa łącząca media oraz sojuszników w celu zmiany narracji dotyczącej kobiet oraz promowania równości płci. Koalicja dąży do walki ze stereotypami i stygmatyzacją oraz wspierania pozytywnego wizerunku kobiet w społeczeństwie[29][30].
- RATS Agency w ramach inicjatywa Klimat nasza sprawa – cykl historii pięciu osób, które w 2021 roku zdecydowały się pozwać władze państwowe za naruszenie dóbr osobistych wynikające z bezczynności wobec kryzysu klimatycznego. Osoby te były reprezentowane przez fundację ClientEarth, występującą w roli powoda. NOIZZ Polska pełnił rolę jedynego medialnego partnera akcji[31].
- ENTR w ramach cyklu Mieszkaj inaczej – NOIZZ Polska opublikował cykl artykułów Michała Bachowskiego Mieszkaj Inaczej, zrealizowany w ramach ENTR, innowacyjnego projektu dziesięciu redakcji z różnych krajów Europy[32][33].

## Kluczowe produkty i inicjatywy NOIZZ Polska

### Plebiscyt NOIZZ ZMIANY
Plebiscyt mający na celu uhonorowanie osób, instytucji, firm czy organizacji, których działania pozytywnie wpływają na codzienność oraz przyszłość polskiego społeczeństwa i realnie generują zmiany na lepsze.  

### Projekt „Z-łączeni”
Projekt obejmuje szereg działań na rzecz wzajemnego zrozumienia i współpracy międzypokoleniowej. Jego celem jest edukowanie użytkowników serwisu oraz wspieranie rozwoju zrównoważonego i sprawiedliwego społeczeństwa. Projekt wpisuje się w dziesiąty Cel Zrównoważonego Rozwoju UN Global Compact – wyrównuje szanse łącząc różne pokolenia oraz tworząc więzi między nimi.

### Fresh Fashion Awards
W maju 2017 odbyła się pierwsza edycja organizowanego przez NOIZZ konkursu Fresh Fashion Awards skierowanego do młodych projektantów mody. W jury zasiedli m.in. Robert Kupisz, Maja Sablewska, Maffashion czy Katarzyna Sokołowska. Do finału zakwalifikowali się: Dilligent, Acephala i Kiss the Frog. Laureatem wybranym przez jury została marka Dilligent, która wygrała udział w kampanii promocyjnej Powered by Noizz w Noizz i portalu Onet o wartości pół miliona złotych oraz profesjonalną sesję wizerunkową autorstwa Jana Kriwola. Jury wyłoniło dodatkowo dziesięciu projektantów, na których kolekcje mogli głosować internauci. Zwycięzca plebiscytu, marka Macosa, otrzymała nagrodę publiczności.

### ARKA 2.0
25 października 2019 z dachu Centrum Nauki Kopernik, za pomocą specjalnie skonstruowanej w tym celu anteny, w formie sygnału radiowego został nadany DNA zwierząt zagrożonych wyginięciem. Celem akcji ARKA 2.0, zainicjowanej przez redakcję NOIZZ Polska, było zwrócenie uwagi na pogłębiający się problem zmian klimatycznych, które mają bezpośredni wpływ na zmniejszającą się liczbę gatunków zwierząt na Ziemi. 

## Historia

### 2015
- Serwis NOIZZ Polska został uruchomiony 2 listopada 2015 roku[14]. Pierwszym redaktorem naczelnym był Paweł Pawelec[8].

### 2017
- Od 1 czerwca 2017 roku funkcję redaktora naczelnego NOIZZ Polska objął Filip Połoska[9][10][11].

### 2020
- 1 listopada 2020 roku stanowisko szefowej redakcji objęła Oliwia Bosomtwe[12].

### 2024
- W drugiej połowie lutego 2024 roku Maciej Wernio został powołany na stanowisko pełniącego obowiązki redaktora naczelnego serwisu NOIZZ Polska[47]. We wrześniu tego samego roku oficjalnie objął funkcję redaktora naczelnego[13].